# Castagna (Carlopoli)
Castagna is een plaats (frazione) in de Italiaanse gemeente Carlopoli.